# Reynaldo Jaime
Reynaldo Jaime (Lima, 30 de enero de 1954) es un exfutbolista peruano que jugaba como delantero. Actualmente radica en Nueva York y tiene 71 años.

## Trayectoria
Se inició en el club Atlético Relámpago de la Liga de Ate - Vitarte. Debutó profesionalmente en el Sporting Cristal a los 17 años, a mediados de 1971, bajo la dirección técnica del alemán Rudi Gutendorf. Alternó en la delantera del equipo que se consagró campeón en 1972.
Fue por muchos años uno de los referentes del equipo celeste, anotando un total de 35 goles, 32 de ellos por el torneo local, y 3 por Copa Libertadores.
Tuvo un paso por el fútbol de Costa Rica jugando por el Sport Cartaginés, donde quedó subcampeón de la Liga costarricense de fútbol en 1979. Tuvo un paso importante por el FBC Melgar, donde fue subcampeón en 1983.

## Clubes
| Club                | País       | Año         |
| ------------------- | ---------- | ----------- |
| Sporting Cristal    | Perú       | 1971 - 1978 |
| Sport Cartaginés    | Costa Rica | 1979 - 1980 |
| Alianza Lima        | Perú       | 1980 - 1981 |
| Juan Aurich         | Perú       | 1982        |
| FBC Melgar          | Perú       | 1983        |
| Octavio Espinoza    | Perú       | 1984        |
| Deportivo Municipal | Perú       | 1985        |

## Palmarés

### Campeonatos nacionales
| Título                    | Club             | País | Año  |
| ------------------------- | ---------------- | ---- | ---- |
| Primera División del Perú | Sporting Cristal | Perú | 1972 |